# Anastasia (musical)
Anastasia es un musical basado en la película de animación homónima de 1997, con libreto de Terrence McNally, música de Stephen Flaherty y letras de Lynn Ahrens. Su trama central gira en torno a la leyenda de la gran duquesa Anastasia Nikoláyevna de Rusia, quien supuestamente escapó de la ejecución de su familia a manos del ejército bolchevique. Años después, una huérfana amnésica de nombre Anya trata de descubrir la verdad sobre su pasado. Para ello contará con la ayuda de dos estafadores que pretenden sacar provecho de la situación.
Tras un periodo de prueba en Hartford, el espectáculo se estrenó en 2017 en el Broadhurst Theatre de Broadway y desde entonces también ha podido verse en numerosas ciudades a lo largo de todo el mundo.

## Argumento

### Prólogo
San Petersburgo, 1906. La gran duquesa Anastasia, la hija de cinco años del zar Nicolás II de Rusia, está triste porque su abuela, la emperatriz viuda María Fiódorovna, se traslada a París. Antes de partir, la anciana entrega a su nieta una caja de música como regalo de despedida («Prologue: Once Upon a December»). Once años más tarde, en 1917, Anastasia asiste a un baile con su familia cuando los bolcheviques asaltan el palacio. En medio del caos, la gran duquesa intenta recuperar su caja de música, pero es capturada junto al resto de los Romanov («The Last Dance of the Romanovs»). Tiempo después, en París, la emperatriz viuda recibe noticias de la ejecución de la familia al completo.

### Acto I
Leningrado, 1927. Los bolcheviques se han hecho con el poder y ahora San Petersburgo es conocida como Leningrado. Gleb Vaganov, un comisario del nuevo régimen, se dirige a sus conciudadanos prometiendo un futuro brillante para Rusia. Sin embargo, el descontento en las calles es palpable por culpa de la miseria y la falta de libertad. Además, circulan rumores según los cuales Anastasia podría haber sobrevivido a la masacre. Dmitry, un joven oportunista que se gana la vida vendiendo objetos robados, decide sacar provecho de la situación buscando una muchacha que se haga pasar por la gran duquesa y así cobrar la recompensa que ofrece la emperatriz viuda. Para ello recluta a su amigo Vlad Popov, un experto farsante que en el pasado solía frecuentar la corte. Mientras tanto, Gleb conoce a una joven barrendera que despierta su interés («A Rumor in St. Petersburg»). 
Dmitry y Vlad audicionan a varias muchachas en el teatro del abandonado palacio Yusúpov, pero ninguna de ellas les convence como Anastasia. Cuando están a punto de darse por vencidos aparece la joven barrendera, quien resulta ser una huérfana amnésica de nombre Anya que busca a Dmitry para obtener un visado falso. Anya les cuenta que desconoce su verdadera identidad y que cree que la clave para descifrar su pasado está en París («In My Dreams»). Fascinados por las circunstancias de la joven y su parecido con Anastasia, Dmitry y Vlad deciden que sea ella quien se ponga en la piel de la gran duquesa.
En las dependencias del gobierno, los funcionarios clasifican todos los rumores e informaciones que van recibiendo. Tres de las actrices rechazadas en la audición acuden a Gleb para denunciar el plan de Dmitry y Vlad, pero él no parece darle demasiada importancia. Aun así, el comisario abre un expediente para el caso («The Rumors Never End»). Mientras tanto, en el palacio Yusúpov, Dmitry y Vlad comienzan a enseñar a Anya a comportarse como una auténtica Romanov y le hacen creer que tal vez ella sea la verdadera Anastasia («Learn to Do It»).
Gleb ordena arrestar a Anya y la joven es llevada a su despacho en la avenida Nevski. El comisario la interroga y le advierte de las consecuencias de hacerse pasar por la gran duquesa. También intenta convencerla de que Anastasia fue ejecutada junto a su familia, ya que él es hijo de uno de los guardias que perpetraron la matanza y de niño pudo oír los disparos y los gritos. A pesar de todo, Gleb deja marchar a Anya porque se siente atraído hacia ella, no sin antes observar que la muchacha tiene los ojos de los Romanov («The Neva Flows»).
Anya se reúne con Dmitry y los dos se ven envueltos en una pelea con un grupo de granujas callejeros («The Neva Flows (Reprise)»). Impresionado por la valentía de la joven, Dmitry se abre a ella por primera vez y le habla de su infancia en las calles de San Petersburgo y de cómo tuvo que salir adelante al quedarse huérfano («My Petersburg»). Como recompensa por el trabajo duro, Dmitry obsequia a Anya con una caja de música que compró en el mercado negro y que hasta ahora no ha sido capaz de abrir. Sin saber que en realidad se trata del regalo que la emperatriz viuda entregó a Anastasia antes de partir hacia París, Anya consigue hacer funcionar la caja de música. Al escuchar la melodía, la muchacha entra en una especie de trance y empieza a recordar fragmentos de su pasado, incluyendo un baile en el palacio imperial («Once Upon a December»). Después de este episodio, Anya está más determinada que nunca a viajar hasta París, pero Dmitry le dice que aún no tienen suficiente dinero para comprar los billetes de tren. Entonces la joven le ofrece su posesión más preciada, un diamante que llevaba oculto en el vestido cuando fue encontrada años atrás y que todo este tiempo ha guardado en secreto («A Secret She Kept»).
En la estación de ferrocarril, Anya, Dmitry y Vlad se unen a una multitud de rusos blancos que aguardan para salir del país. Uno de ellos, el conde Ipolitov, reconoce a Anya como Anastasia y la saluda con una reverencia. Antes de partir, todos rezan una oración por la patria que están a punto de dejar para siempre («Stay, I Pray You»). Durante el viaje en tren, Vlad se muestra preocupado por si no es capaz de ganarse el favor de la condesa Lily Malevsky-Malevitch (Sophie en la película de animación de 1997), la dama de compañía de la emperatriz viuda y su antigua amante. Mientras tanto, Anya y Dmitry reflexionan sobre lo que les espera al llegar a París («We'll Go From There»). De pronto, el tren se detiene y un grupo de soldados entra en busca de Anya, Dmitry y Vlad. El conde Ipolitov es ejecutado cuando se descubre que está abandonando el país ilegalmente. Alertados por el revuelo, los tres fugitivos saltan del tren y consiguen escapar en el último momento.
Mientras Anya, Dmitry y Vlad viajan a pie a través de Europa, Gleb recibe el encargo de seguir a la joven hasta París y averiguar si se trata de la auténtica Anastasia. En caso afirmativo, las órdenes son claras: la gran duquesa debe ser eliminada («Traveling Sequence»). El comisario se debate entre sus sentimientos hacia Anya y la lealtad a sus superiores («Still»). Finalmente, los tres fugitivos logran llegar a Francia y desde una colina comienzan a divisar París. A solas, Anya se alienta a sí misma a continuar hasta descubrir la verdad sobre su pasado («Journey to the Past»).

### Acto II
En París, Anya, Dmitry y Vlad experimentan la libertad y modernidad que se respira en la capital francesa («Paris Holds the Key (To Your Heart)»). Al final del día, Anya visita el puente de Alejandro III, construido en honor del abuelo de Anastasia, y siente una fuerte conexión con el lugar («Crossing a Bridge»).
Mientras tanto, en el apartamento de la emperatriz viuda, la condesa Lily lee en voz alta cartas de impostoras que aseguran ser Anastasia. Desesperada y con el corazón roto, la anciana decide abandonar para siempre la búsqueda de su nieta («Close the Door»). Esa noche, Lily acude al Club Nivá, donde los nobles rusos expatriados se congregan para recordar la gloria de los viejos tiempos («Land of Yesterday»). Vlad aparece por sorpresa y se reúne con la condesa en el jardín. Lily aún le guarda rencor por haberle robado sus joyas cuando eran amantes, pero juntos empiezan a recordar su escandalosa relación y la pasión entre ellos vuelve a florecer («The Countess and the Common Man»). La condesa accede a forzar un encuentro entre Anya y la emperatriz viuda durante una función de El lago de los cisnes que tendrá lugar la semana siguiente en la ópera de París, sin advertir que Gleb los está escuchando («Land of Yesterday (Reprise)»).
En el hotel, Anya tiene una pesadilla sobre la ejecución de los Romanov y se despierta alterada («A Nightmare»). Dmitry acude para consolarla y le habla de la primera vez que vio a Anastasia en un desfile, cuando ambos eran solo unos niños. Entonces, Anya se da cuenta de que también recuerda ese momento y los dos comprenden que ella es la verdadera Anastasia («In a Crowd of Thousands»).
La noche del ballet, los invitados comienzan a llegar a la ópera de París para asistir a la representación. Anya aparece ataviada con un deslumbrante vestido de gala que deja a Dmitry sin palabras. Vlad advierte que los dos jóvenes se están enamorando y lamenta que tarde o temprano van a tener que separarse («Meant to Be»). Durante la función, Anya no puede contener los nervios porque se encuentra más cerca que nunca de enfrentarse a su pasado. La emperatriz viuda divisa a la muchacha desde su palco y cree reconocer a su nieta, pero se niega a aceptar esa posibilidad por miedo a volver a desilusionarse. Por su parte, Dmitry y Gleb reflexionan sobre sus respectivos sentimientos («Quartet at the Ballet»).
Al acabar la representación, Lily también identifica a Anya como Anastasia e inmediatamente la lleva al palco de la emperatriz viuda. Dmitry aguarda nervioso en la puerta y por primera vez es consciente de que está enamorado de Anya, aunque sabe que tendrá que dejarla ir cuando ella sea reconocida como la gran duquesa («Everything to Win»). Anya sale de la entrevista llorando y le cuenta que la emperatriz viuda ni siquiera ha querido verla. Antes de marcharse, la joven recrimina a Dmitry por haberla utilizado para cobrar la recompensa. Dmitry se enfrenta a la emperatriz viuda y, saltándose todo el protocolo, exige que le dé una oportunidad a Anya. Sin embargo, la anciana lo rechaza con crueldad.
De vuelta al hotel, Anya comienza a preparar el equipaje, pero es interrumpida por la emperatriz viuda, quien impresionada por la tenacidad de Dmitry ha accedido a verla. La anciana se muestra hostil hacia ella e intenta desenmascararla con preguntas sobre los Romanov, pero entonces Anya le habla de la última noche que estuvieron juntas y le enseña la caja de música qué recibió como regalo de despedida. La emperatriz viuda se da cuenta de que por fin ha encontrado a su nieta y las dos se abrazan emocionadas («Once Upon a December (Reprise)»).
Al día siguiente se celebra una rueda de prensa para presentar a Anastasia en público. Mientras Lily y Vlad intentan contener a los periodistas que esperan impacientes («The Press Conference»), la emperatriz viuda revela a Anya que Dmitry se negó a aceptar la recompensa y expresa su admiración por el muchacho. También le dice que, pase lo que pase en el futuro, siempre se tendrán la una a la otra. Anya se queda un momento a solas y reflexiona sobre lo que en realidad quiere («Everything to Win (Reprise)»). En ese momento aparece Gleb y se encierra en la habitación con ella. El comisario exige a la joven que deje de fingir que es Anastasia, pero Anya se mantiene firme en su postura. Entonces, Gleb la apunta con una pistola dispuesto a completar la tarea que años atrás le fue encomendada a su padre. Esta vez, Anya recuerda perfectamente el día en que los Romanov fueron ejecutados en Ekaterimburgo y pide al comisario que la mate para así poder reunirse con su familia. Atormentado por los remordimientos, Gleb se ve incapaz de disparar y perdona la vida de la joven («Still»/«The Neva Flows (Reprise)»). Anya conforta al comisario y los dos hacen las paces.
Al ver que su nieta no acude a la rueda de prensa, la emperatriz viuda comprende que la muchacha ha elegido seguir su propio camino. Anya encuentra a Dmitry en el puente de Alejandro III y los dos jóvenes se besan apasionadamente. La emperatriz viuda anuncia que la búsqueda de Anastasia no ha sido más que una ilusión y que el dinero de la recompensa será donado a la caridad. Por su parte, Gleb oculta la verdad a sus superiores y da por cerrado el caso. Mientras los espíritus de los Romanov bailan a su alrededor, Anya y Dmitry se alejan para comenzar una nueva vida juntos («Finale»).

## Desarrollo
A principios de 2012, la productora Stage Entertainment anunció la adquisición de los derechos para desarrollar un musical a partir del filme de animación Anastasia. La escritura del libreto le fue encomendada a Terrence McNally, mientras que Stephen Flaherty y Lynn Ahrens, quienes ya habían trabajado juntos en la película de 1997, volvieron a formar equipo para componer las nuevas canciones.
La primera lectura dramatizada tuvo lugar en julio de 2012, con un reparto encabezado por Kelli Barrett como Anya, Aaron Tveit como Dmitry, Aaron Lazar como Gleb, Patrick Page como Vlad, Julie Halston como Condesa Lily y Angela Lansbury como Emperatriz viuda. Todos los elementos fantásticos presentes en la cinta de animación, incluyendo el personaje de Rasputín y su número musical «In the Dark of the Night», fueron omitidos en favor de un tono más realista y adulto. En su lugar, un nuevo antagonista de nombre Gleb fue añadido a la trama.
Tres años después, en junio de 2015, se llevó a cabo otro workshop en el que participaron intérpretes como Elena Shaddow (Anya), Mark Evans (Dmitry), Ramin Karimloo (Gleb), Douglas Sills (Vlad), Joanna Glushak (Condesa Lily) o Mary Beth Peil (Emperatriz viuda).
Antes de su llegada a Broadway, Anastasia debutó a modo de prueba en el Hartford Stage de Hartford, Connecticut, donde se representó con gran éxito entre el 12 de mayo y el 19 de junio de 2016. Christy Altomare como Anya, Derek Klena como Dmitry, Manoel Felciano como Gleb, John Bolton como Vlad, Caroline O'Connor como Condesa Lily y Mary Beth Peil como Emperatriz viuda fueron los protagonistas en esta ocasión.

## Producciones

### Broadway
La première oficial neoyorquina tuvo lugar el 24 de abril de 2017 en el Broadhurst Theatre de Broadway, con funciones previas desde el 23 de marzo y un reparto liderado por Christy Altomare como Anya, Derek Klena como Dmitry, Ramin Karimloo como Gleb, John Bolton como Vlad, Caroline O'Connor como Condesa Lily y Mary Beth Peil como Emperatriz viuda. El equipo creativo lo formaron Darko Tresnjak en la dirección, Peggy Hickey en la coreografía, Alexander Dodge en el diseño de escenografía, Linda Cho en el diseño de vestuario, Donald Holder en el diseño de iluminación, Peter Hylenski en el diseño de sonido, Aaron Rhyne en el diseño de proyecciones, Thomas Murray en la dirección musical y Doug Besterman a cargo de las orquestaciones.
Aunque la respuesta del público fue en general buena, la crítica especializada recibió la obra con opiniones divididas, señalando como principales puntos débiles su excesiva duración y la irregularidad de algunas subtramas. Aun así, en la edición de 2017 de los premios Tony, Anastasia obtuvo dos nominaciones en las categorías de mejor actriz de reparto (Mary Beth Peil) y mejor diseño de vestuario.
Después de 808 funciones regulares y 34 previas, la producción dijo adiós el 31 de marzo de 2019, con más de 93 millones de dólares recaudados. Durante el tiempo que se mantuvo en cartel, el montaje vio pasar por su elenco a diferentes intérpretes, incluyendo a Zach Adkins y Cody Simpson como Dmitry, Max von Essen y Constantine Germanacos como Gleb, Vicki Lewis como Condesa Lily y Judy Kaye y Penny Fuller como Emperatriz viuda.

### Madrid
En España levantó el telón oficialmente el 10 de octubre de 2018 en el Teatro Coliseum de Madrid, protagonizado por Jana Gómez como Anya, Íñigo Etayo como Dmitry, Carlos Salgado como Gleb, Javier Navares como Vlad, Silvia Luchetti como Condesa Lily y Angels Jiménez como Emperatriz viuda. Stephen Flaherty y Lynn Ahrens, autores de las canciones, viajaron hasta la capital española para estar presentes en la noche del estreno, que además también supuso el debut de Anastasia en Europa.
La producción de Madrid fue una réplica exacta de su homóloga neoyorquina y contó con Carline Brouwer como directora asociada, Alejandro de los Santos como director residente y Xavier Torras como director musical. La traducción del texto corrió a cargo de Zenón Recalde, mientras que la adaptación de las canciones llevó la firma de Roger Peña.
A pesar de la excelente acogida por parte del público, el espectáculo se vio obligado a echar el cierre el 7 de marzo de 2020 debido a la pandemia de COVID-19. En un principio Stage Entertainment anunció que la obra continuaría una vez que las circunstancias lo permitiesen, pero la prolongación en el tiempo de la situación hizo inviable el regreso. Aun así, el montaje fue visto por más de 560 000 espectadores a lo largo de las 556 funciones que se llevaron a cabo.

### Ciudad de México
El 3 de agosto de 2023 se estrenó en el Teatro Telcel de Ciudad de México, con producción de OCESA y un reparto encabezado por Mariana Dávila como Anya, Javier Manante como Dmitry, Carlos Quezada como Gleb, Manuel Corta como Vlad, Gloria Toba como Condesa Lily e Irasema Terrazas como Emperatriz viuda. Carline Brouwer, quien ya había estado al frente de Anastasia en otros países, fue la directora asociada en México, con Carolina Herzlt como directora residente e Isaac Saúl como director musical. La adaptación del libreto y las letras utilizada fue la misma que en España, aunque con algunas modificaciones.
Tras diez meses en cartel y 282 funciones, Anastasia se despidió de los escenarios mexicanos el 12 de mayo de 2024, habiendo recibido a más de 210 000 espectadores.

### Buenos Aires
El debut en Buenos Aires tendrá lugar en 2026, con un montaje no réplica dirigido por Marcelo Rosa.

### Otras producciones
Anastasia se ha representado en países como Alemania, Austria, Brasil, Canadá, Dinamarca, España, Estados Unidos, Finlandia, Grecia, Italia, Japón, México, Países Bajos o Panamá, y ha sido traducido a varios idiomas diferentes.
El primer tour norteamericano dio comienzo el 9 de octubre de 2018 en el Proctor's Theatre de Schenectady, con Lila Coogan como Anya, Stephen Brower como Dmitry, Jason Michael Evans como Gleb, Edward Staudenmayer como Vlad, Tari Kelly como Condesa Lily y Joy Franz como Emperatriz viuda, y finalizó el 12 de marzo de 2020 en el Walton Arts Center de Fayetteville. Inicialmente estaba previsto que la gira siguiese hasta verano de ese mismo año, pero el cierre tuvo que ser adelantado debido a la pandemia de COVID-19.

## Personajes
| Personaje        | Descripción |
| Anya             | Una huérfana amnésica que trabaja como barrendera en las calles de San Petersburgo. Sin apenas recuerdos en su memoria, está empeñada en viajar hasta París para descubrir la verdad sobre su pasado.                                          |
| Dmitry           | Un joven oportunista que se gana la vida vendiendo objetos robados de la época zarista. Junto a su socio Vlad, diseña un plan para hacer pasar a Anya por la gran duquesa Anastasia y así cobrar la recompensa que ofrece la emperatriz viuda. |
| Gleb             | Comisario bolchevique encargado de averiguar si Anya se trata en realidad de la gran duquesa Anastasia. |
| Vlad             | Un experto farsante que se dedica a estafar junto a su socio Dmitry. En el pasado solía frecuentar la corte y tuvo una relación amorosa con la condesa Lily.                                                                                   |
| Condesa Lily     | Dama de compañía de la emperatriz viuda, figura clave para concertar un encuentro con ella. |
| Emperatriz viuda | La abuela de Anastasia y madre del zar Nicolás II de Rusia. Desea de todo corazón encontrar a su nieta con vida, pero tras años recibiendo a pretendientes falsas, ha comenzado a perder la esperanza.                                         |
| Anastasia niña   | La hija de cinco años del zar y nieta favorita de la emperatriz viuda. |

## Números musicales
| Acto I                                  |                                                   |
| Título original                         | Título en España                                  |
| «Prologue: Once Upon a December» ∞      | «Prólogo: Una vez en diciembre»                   |
| «The Last Dance of the Romanovs» †      | «El último baile de los Romanov»                  |
| «A Rumor in St. Petersburg» ∞           | «Un rumor en San Petersburgo»                     |
| «In My Dreams»                          | «Al soñar»                                        |
| «The Rumors Never End» †                | «Rumores sin cesar»                               |
| «Learn to Do It» ∞                      | «Podrás hacerlo»                                  |
| «The Neva Flows»                        | «El Nivá nos trae la paz»                         |
| «The Neva Flows (Reprise)» †            | «El Nivá nos trae la paz (Reprise)»               |
| «My Petersburg»                         | «San Petersburgo, mi ciudad»                      |
| «Once Upon a December» ∞                | «Una vez en diciembre»                            |
| «A Secret She Kept» †                   | «Guardado en secreto»                             |
| «Stay, I Pray You» ±                    | «Mi patria siempre tú serás»                      |
| «We'll Go From There»                   | «A ver qué tal»                                   |
| «Traveling Sequence» †                  | «Secuencia del viaje»                             |
| «Still»                                 | «¿Qué hacer?»                                     |
| «Journey to the Past» ∞                 | «Viaje al pasado»                                 |
| Acto II                                 |                                                   |
| Título original                         | Título en España                                  |
| «Paris Holds the Key (To Your Heart)» ∞ | «París te abrirá el corazón»                      |
| «Crossing a Bridge» §                   | «París te abrirá el corazón (Reprise)»            |
| «Close the Door»                        | «La puerta se cerró»                              |
| «Land of Yesterday»                     | «La tierra del ayer»                              |
| «The Countess and the Common Man»       | «La noble y el vulgar mortal»                     |
| «Land of Yesterday (Reprise)» †         | «La tierra del ayer (Reprise)»                    |
| «A Nightmare» †                         | «Una pesadilla»                                   |
| «In a Crowd of Thousands»               | «Entre aquel gentío»                              |
| «Meant to Be» ∞                         | «Lo que ha de ser»                                |
| «Quartet at the Ballet»                 | «Cuarteto en el ballet»                           |
| «Everything to Win»                     | «Todo por ganar»                                  |
| «Once Upon a December (Reprise)» ∞      | «Una vez en diciembre (Reprise)»                  |
| «The Press Conference»                  | «La rueda de prensa»                              |
| «Everything to Win (Reprise)»           | «Todo por ganar (Reprise)»                        |
| «Still»/«The Neva Flows (Reprise)»      | «¿Qué hacer?»/«El Nivá nos trae la paz (Reprise)» |
| «Finale»                                | «Final»                                           |

∞ Canción incluida en la película de animación de 1997
† Canción no incluida en el álbum original de Broadway ni en grabaciones posteriores
± Contiene parte de la melodía de «In the Dark of the Night»
§ Reemplazada por un reprise de «Paris Holds the Key (To Your Heart)» en todas las producciones internacionales

## Repartos originales
| Personaje        | Hartford (2016)   | Broadway (2017)   | Madrid (2018)     | Gira en Norteamérica (2018) | Gira en EE. UU. (2021) | Ciudad de México (2023) |
| Anya             | Christy Altomare  | Christy Altomare  | Jana Gómez        | Lila Coogan                 | Kyla Stone             | Mariana Dávila          |
| Dmitry           | Derek Klena       | Derek Klena       | Íñigo Etayo       | Stephen Brower              | Sam McLellan           | Javier Manante          |
| Gleb             | Manoel Felciano   | Ramin Karimloo    | Carlos Salgado    | Jason Michael Evans         | Brandon Delgado        | Carlos Quezada          |
| Vlad             | John Bolton       | John Bolton       | Javier Navares    | Edward Staudenmayer         | Bryan Seastrom         | Manuel Corta            |
| Condesa Lily     | Caroline O'Connor | Caroline O'Connor | Silvia Luchetti * | Tari Kelly                  | Madeline Raube         | Gloria Toba             |
| Emperatriz viuda | Mary Beth Peil    | Mary Beth Peil    | Angels Jiménez    | Joy Franz                   | Gerri Weagraff         | Irasema Terrazas        |

* En un principio se anunció que Julia Möller interpretaría a la Condesa Lily en la producción española, pero debido a su embarazo finalmente fue Silvia Luchetti quien estrenó el personaje.

## Grabaciones
Existen varios álbumes grabados en sus respectivos idiomas por los elencos de Broadway (2017), Alemania (2019), España (2019) y Países Bajos (2019).
La canción «Crossing a Bridge» solo puede escucharse en el álbum original de Broadway, ya que fue suprimida cuando comenzó la expansión internacional del espectáculo. Por su parte, la grabación neerlandesa, que fue llevada a cabo en directo en el Circustheater de La Haya, es la única en incluir el reprise de «Paris Holds the Key (To Your Heart)» que sustituyó a «Crossing a Bridge».

## Premios y nominaciones

### Producción original de Broadway
| Año  | Premio                     | Categoría                                    | Nominado                        | Resultado |
| ---- | -------------------------- | -------------------------------------------- | ------------------------------- | --------- |
| 2017 | Tony Award                 | Mejor actriz de reparto en un musical        | Mary Beth Peil                  | Nominada  |
| 2017 | Tony Award                 | Mejor diseño de vestuario en un musical      | Linda Cho                       | Nominada  |
| 2017 | Drama Desk Award           | Mejor musical                                | Mejor musical                   | Nominado  |
| 2017 | Drama Desk Award           | Mejor actriz en un musical                   | Christy Altomare                | Nominada  |
| 2017 | Drama Desk Award           | Mejor actriz de reparto en un musical        | Mary Beth Peil                  | Nominada  |
| 2017 | Drama Desk Award           | Mejor libreto de un musical                  | Terrence McNally                | Nominado  |
| 2017 | Drama Desk Award           | Mejor música                                 | Stephen Flaherty                | Nominado  |
| 2017 | Drama Desk Award           | Mejor diseño de vestuario en un musical      | Linda Cho                       | Nominada  |
| 2017 | Drama Desk Award           | Mejor orquestación                           | Doug Besterman                  | Nominado  |
| 2017 | Drama Desk Award           | Mejor diseño de proyecciones                 | Aaron Rhyne                     | Ganador   |
| 2017 | Drama Desk Award           | Mejor diseño de sonido en un musical         | Peter Hylenski                  | Nominado  |
| 2017 | Drama League Award         | Mejor producción de un musical               | Mejor producción de un musical  | Nominado  |
| 2017 | Drama League Award         | Mejor intérprete                             | Caroline O'Connor               | Nominada  |
| 2017 | Outer Critics Circle Award | Mejor musical de Broadway nuevo              | Mejor musical de Broadway nuevo | Nominado  |
| 2017 | Outer Critics Circle Award | Mejor actriz en un musical                   | Christy Altomare                | Nominada  |
| 2017 | Outer Critics Circle Award | Mejor actor de reparto en un musical         | John Bolton                     | Nominado  |
| 2017 | Outer Critics Circle Award | Mejor actriz de reparto en un musical        | Caroline O'Connor               | Nominada  |
| 2017 | Outer Critics Circle Award | Mejor actriz de reparto en un musical        | Mary Beth Peil                  | Nominada  |
| 2017 | Outer Critics Circle Award | Mejor libreto de un musical                  | Terrence McNally                | Nominado  |
| 2017 | Outer Critics Circle Award | Mejor música nueva                           | Stephen Flaherty, Lynn Ahrens   | Nominados |
| 2017 | Outer Critics Circle Award | Mejor dirección en un musical                | Darko Tresnjak                  | Nominado  |
| 2017 | Outer Critics Circle Award | Mejor diseño de escenografía                 | Alexander Dodge                 | Nominado  |
| 2017 | Outer Critics Circle Award | Mejor diseño de vestuario                    | Linda Cho                       | Nominada  |
| 2017 | Outer Critics Circle Award | Mejor diseño de iluminación                  | Donald Holder                   | Nominado  |
| 2017 | Outer Critics Circle Award | Mejor diseño de proyecciones                 | Aaron Rhyne                     | Ganador   |
| 2017 | Outer Critics Circle Award | Mejor orquestación                           | Doug Besterman                  | Nominado  |
| 2017 | Theatre World Award        | Mejor debut en Broadway                      | Christy Altomare                | Ganadora  |
| 2017 | Chita Rivera Award         | Mejor bailarín en un espectáculo de Broadway | John Bolton                     | Nominado  |

### Producción original de Madrid
| Año  | Premio                    | Categoría                          | Nominado            | Resultado |
| ---- | ------------------------- | ---------------------------------- | ------------------- | --------- |
| 2019 | Premio del Teatro Musical | Mejor musical                      | Mejor musical       | Ganador   |
| 2019 | Premio del Teatro Musical | Mejor dirección de escena          | Darko Tresnjak      | Ganador   |
| 2019 | Premio del Teatro Musical | Mejor dirección musical            | Xavier Torras       | Ganador   |
| 2019 | Premio del Teatro Musical | Mejor coreografía                  | Peggy Hickey        | Nominada  |
| 2019 | Premio del Teatro Musical | Mejor escenografía                 | Alexander Dodge     | Nominado  |
| 2019 | Premio del Teatro Musical | Mejor diseño de iluminación        | Donald Holder       | Ganador   |
| 2019 | Premio del Teatro Musical | Mejor diseño de sonido             | Peter Hylenski      | Nominado  |
| 2019 | Premio del Teatro Musical | Mejor maquillaje y peluquería      | Charles G. LaPointe | Nominado  |
| 2019 | Premio del Teatro Musical | Mejor figurinista                  | Linda Cho           | Nominada  |
| 2019 | Premio del Teatro Musical | Mejor actriz protagonista          | Jana Gómez          | Ganadora  |
| 2019 | Premio del Teatro Musical | Mejor actor protagonista           | Íñigo Etayo         | Nominado  |
| 2019 | Premio del Teatro Musical | Mejor actriz de reparto            | Angels Jiménez      | Ganadora  |
| 2019 | Premio del Teatro Musical | Mejor actriz de reparto            | Silvia Luchetti     | Nominada  |
| 2019 | Premio del Teatro Musical | Mejor actor de reparto             | Javier Navares      | Ganador   |
| 2019 | Premio del Teatro Musical | Interpretación destacada masculina | Carlos Salgado      | Nominado  |